# 朱靈 (三國)
朱靈（170年代—228年或之後），字文博，清河国鄃县（县城在今山东省德州市平原县与夏津县之间）人，三國曹魏名將。其為將的名聲僅次徐晃，事蹟附錄在陳壽著《三國志》“五子良將”的徐晃傳之末。

## 生平

### 袁紹時期
朱靈最初跟隨韩馥，袁绍夺冀州后，跟随袁紹。初平二年（191年）清河國人季雍叛袁投靠公孫瓚，佔朱靈家乡鄃县。袁紹派遣朱靈攻打，公孫瓚還派兵助季雍防守。鄃县的守軍將朱靈的母親、弟弟等抓到城牆上，試圖誘降朱靈。朱靈涕泣：「出來做事，怎可以顧及家人？」仍力戰攻下城池生擒季雍，他的家人亦因此全部遇害。
初平四年（193年）秋季，曹操討伐陶謙，朱靈奉袁紹之命督三營軍士趕赴增援曹操。戰後，袁紹所派的其他部將返回袁紹處，朱靈對曹操說仰慕曹操的器度，因此決定留在曹營。朱靈的士兵因為敬仰朱靈亦隨他投靠曹操。

### 曹操時期
建安四年（199年），曹操遣朱靈和路招隨劉備要到徐州拒袁術。未到，袁術病死。之後劉備殺了車冑佔據下邳，遣送朱靈等向曹操報告。程昱、郭嘉聽說曹操外派劉備領兵，對曹操說：“劉備不可縱。”曹操后悔，派兵追劉備，但沒追到。也沒提到朱靈的動向。
朱灵引起了曹操的憎恶想解除他的兵权，于是派威名显赫的于禁率数十骑兵带着敕令前往朱灵的营中夺其兵权，朱灵及其部下都不敢擅动，于是朱灵便成为于禁的麾下部将。
建安十年（205年）春正月，隨曹操擊殺袁譚平定冀州，并獲曹操以鄧禹之舉褒扬。

#### 從征西方
建安十三年（208年），與路招作為督軍趙儼護送的七軍之一參與了赤壁之戰。
建安十六年（211年）秋七月，作為徐晃的副將參與了討伐在關右地區叛亂的馬超、韓遂的潼關之戰。後又跟隨去平定隃糜、汧諸氐。次年，與路招隨護軍將軍夏侯淵屯兵長安，其間曾參與討伐南山賊劉雄鳴和西涼餘軍梁興的事蹟。
建安二十年（215年）三月，作為張郃的副將隨曹操西征張魯，至陳倉，將自武都入氐；大破塞道的氐人。上述記載朱靈曾參與過大小戰役。

### 曹魏時期
黃初元年（220年），任橫海將軍的朱灵随张辽到合肥准备进攻孙权，孙权遣回被关羽擒获的于禁护军浩周、司马东里衮，曹丕作罢。曹丕即位，曾想封其回故鄉為鄃侯，但因朱靈自己要求而改封高唐縣侯（屬清河國隔壁青州平原郡），根據張遼、張郃和徐晃因曹丕即王位後，分別受命為前將軍、左將軍和右將軍，朱靈可能於此時任命為後將軍、封華鄉侯。
黄初四年（223年），文聘因伐吴有功迁为后将军，但史书没有记载朱灵因何故不再担任后将军，也没有记载朱灵此后担任的职务。
太和三年（228年），參與了滿寵救援深入虎穴的曹休的石亭之戰。這是朱靈史書中最後一次的記載。不久病逝，追諡威侯。子朱术袭爵。
正始四年（243年）秋七月，成為曹操廟庭第二次詔祭祀的功臣之一。

## 评价
- 曹丕：“将军佐命先帝，典兵历年，威过方（方叔）、邵（召虎），功逾绛（周勃）、灌（灌嬰）。图籍所美，何以加焉？”（《三国志·魏书·张乐于张徐传第十七》）
- 陈寿：“灵后遂为好将，名亚晃等。”（《三国志·魏书·张乐于张徐传第十七》）

## 漫畫
- 《火鳳燎原》（陳某）: 設定於赤壁之戰時登場，於赤壁大敗後出現並宣佈行郭嘉之副策，營救在華容道的曹操。
- 《蒼天航路》（王欣太）

## 延伸阅读
[在维基数据编辑]
 《三國志/卷17》，出自陳壽《三國志》

### 引用
1. 1 2  《公卿將軍奏上尊號》有“使持節後將軍華鄉侯臣靈”一語
2. 1 2  《三國志集解·卷十七·魏書十七·張樂于張徐傳》：“亭”字衍，注引《魏書》以鄃侯更封高唐，乃縣侯也。
3. ↑  裴注引《九州春秋》：初，清河季雍以鄃叛袁紹而降公孫瓚，瓚遣兵衛之。紹遣靈攻之。靈家在城中，瓚將靈母弟置城上，誘呼靈。靈望城涕泣曰：「丈夫一出身與人，豈復顧家耶！」遂力戰拔之，生擒雍而靈家皆死。
4. ↑  《三國志·魏武紀》：（四年）秋，太祖征陶謙，下十餘城，謙守城不敢出。
5. ↑  原话：「靈觀人多矣，無若曹公者，此乃真明主也。今已遇，復何之？」
6. ↑  《魏武紀》：術欲從下邳北過，公遣劉備、朱靈要之。
7. ↑  《三國志·先主傳》：袁術欲經徐州北就袁紹，曹公遣先主督朱靈、路招要擊術。未至，術病死。……先主據下邳。靈等還，……
8. ↑  《三國志·魏志十四》【〈程昱傳〉：後又遣備至徐州要擊袁術，昱與郭嘉說太祖曰：“公前日不圖備，昱等誠不及也。今借之以兵，必有異心。”太祖悔，追之不及。會術病死，備至徐州，遂殺車冑，舉兵背太祖。】【〈郭嘉傳〉裴注引《傅子》：會太祖使備要擊袁術，嘉與程昱俱駕而諫太祖曰：“放備，變作矣！”時備已去，遂舉兵以叛。太祖恨不用嘉之言。】
9. ↑  《三国志·于禁传》：太祖尝恨朱灵，欲夺其营。以禁有威重，遣禁将数十骑，赍令书，径诣灵营夺其军，灵及其部众莫敢动；乃以灵为禁部下督，众皆震服，其见惮如此。
10. ↑  《三國志·武帝紀》：（建安）十年春正月，攻譚，破之，斬譚，誅其妻子，冀州平。
11. ↑  王沈《魏書》：太祖手書曰：「兵中所以為危險者，外對敵國，內有姦謀不測之變。昔鄧禹中分光武軍西行，而有宗歆、馮愔之難，後將二十四騎還洛陽，禹豈以是減損哉？來書懇惻，多引咎過，未必如所云也。」
12. ↑  《趙儼傳》：太祖征荊州，以儼領章陵太守，徙都督護軍，護于禁、張遼、張郃、朱靈、李典、路招、馮楷七軍。
13. ↑  《魏武紀》：公急持之，而潛遣徐晃、朱靈等夜渡蒲阪津，據河西為營。
14. ↑  《三國志·夏侯淵傳》：又督朱靈平隃糜、汧氐。《徐晃傳》：使晃與夏侯淵平隃麋、汧諸氐
15. ↑  《夏侯淵傳》：以淵行護軍將軍，督朱靈、路招等屯長安，擊破南山賊劉雄，降其眾。圍遂、超餘黨梁興於鄠，拔之，斬興，……
16. ↑  《魏武紀》：三月，公西征張魯，至陳倉，將自武都入氐；氐人塞道，先遣張郃、朱靈等攻破之。
17. ↑  鱼豢《魏略》：又闻张征东、朱横海今复还合肥，先王盟要，繇来未久，且权自度未获罪衅，不审今者何以发起，牵军远次，事业未讫，甫当为国讨除贼备，重闻斯问，深使失图。
18. ↑  王沈《魏書》：文帝即位，封靈鄃侯，增其戶邑。詔曰：「將軍佐命先帝，典兵歷年，威過方、邵，功踰絳、灌。圖籍所美，何以加焉？朕受天命，帝有海內，元功之將，社稷之臣，皆朕所與同福共慶，傳之無窮者也。今封隃侯。富貴不歸故鄉，如夜行衣繡。若平常所志，願勿難言。」靈謝曰：「高唐，宿所願。」於是更封高唐侯。
19. ↑  《魏志二十六·滿寵傳》：會朱靈等從後來斷道，與賊相遇。賊驚走，休軍乃得還。